# 查塔布爾縣

查塔布爾縣（紅色）在印度中央邦的位置

查塔布爾縣是印度的一個縣，位於該國中部，由中央邦負責管轄，面積8,687平方公里，識字率為64.9%，人口在2001至2011年期間增長19.54%，2011年人口1,762,857，人口密度每平方公里203人。
24°54′57″N 79°34′56″E / 24.915709°N 79.582214°E